# Vilalba dels Arcs
Vilalba dels Arcs – gmina w Hiszpanii, w prowincji Tarragona, w Katalonii, o powierzchni 67,2 km². W 2011 roku gmina liczyła 717 mieszkańców.